# Saulcy (Aube)
Saulcy  ist eine französische Gemeinde mit 62 Einwohnern (Stand: 1. Januar 2022) im Département Aube in der Region Grand Est. Sie gehört zum Arrondissement Bar-sur-Aube und zum Kanton Bar-sur-Aube. 

## Lage
Sie ist umgeben von folgenden Nachbargemeinden:
| Maisons-lès-Soulaines, Thors |                                             | Beurville                 |
|                              | Kompassrose, die auf Nachbargemeinden zeigt | Rizaucourt-Buchey         |
| Colombé-la-Fosse             | Rouvres-les-Vignes                          | Colombey les Deux Églises |

## Bevölkerungsentwicklung

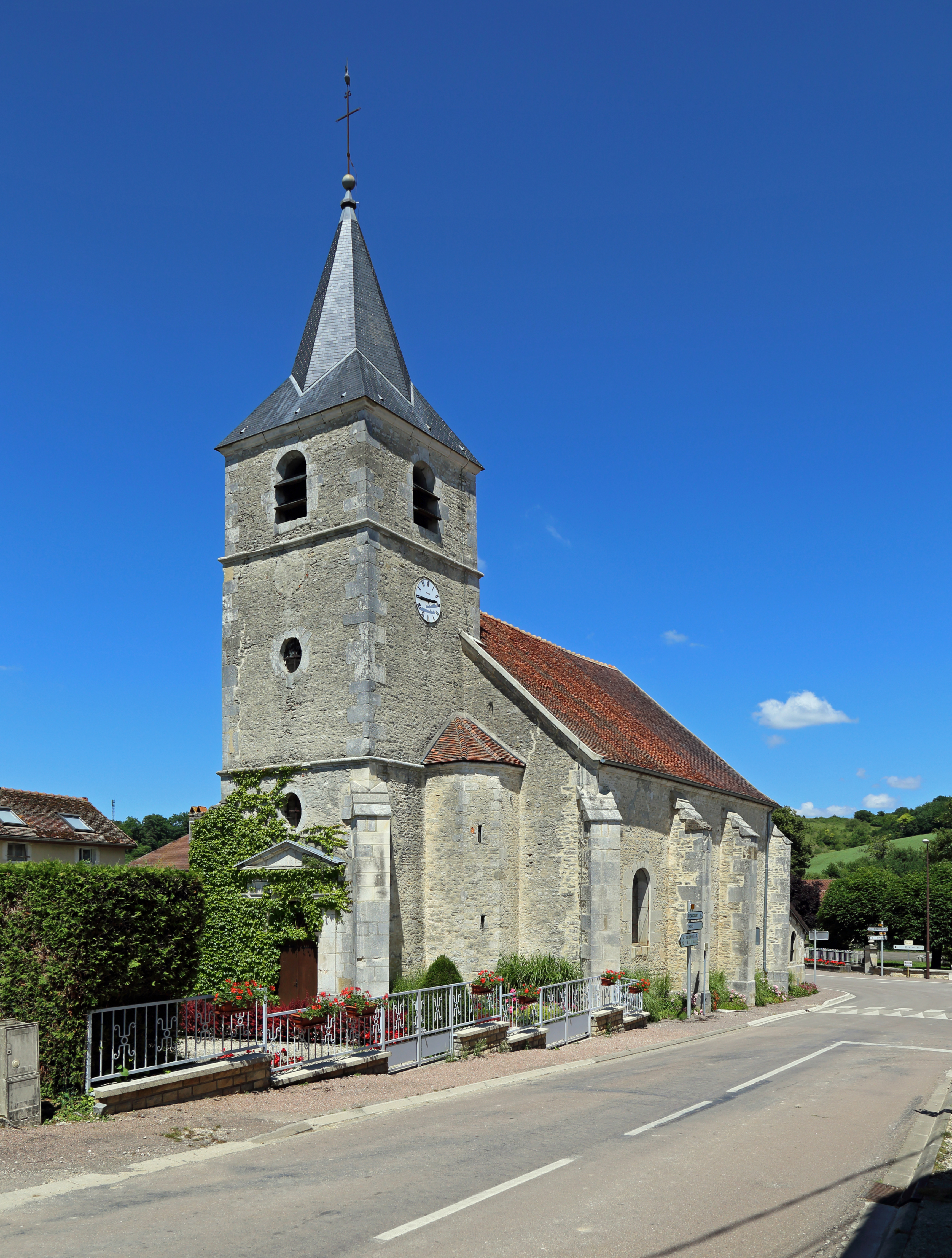
Kirche Saint-Brice

| Jahr                       | 1962 | 1968 | 1975 | 1982 | 1990 | 1999 | 2008 | 2018 |
| -------------------------- | ---- | ---- | ---- | ---- | ---- | ---- | ---- | ---- |
| Einwohner                  | 83   | 76   | 80   | 76   | 82   | 74   | 86   | 66   |
| Quellen: Cassini und INSEE |      |      |      |      |      |      |      |      |